# デ・ステイル

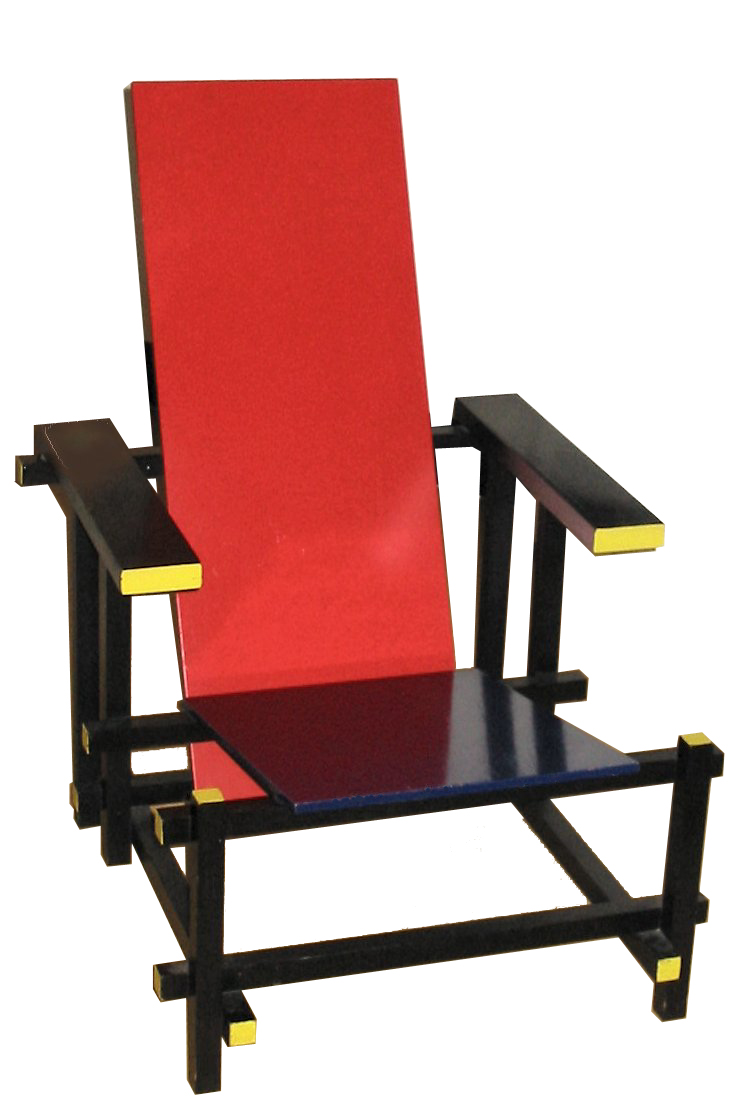
ヘリット・リートフェルトによる「赤と青のいす」(1917)

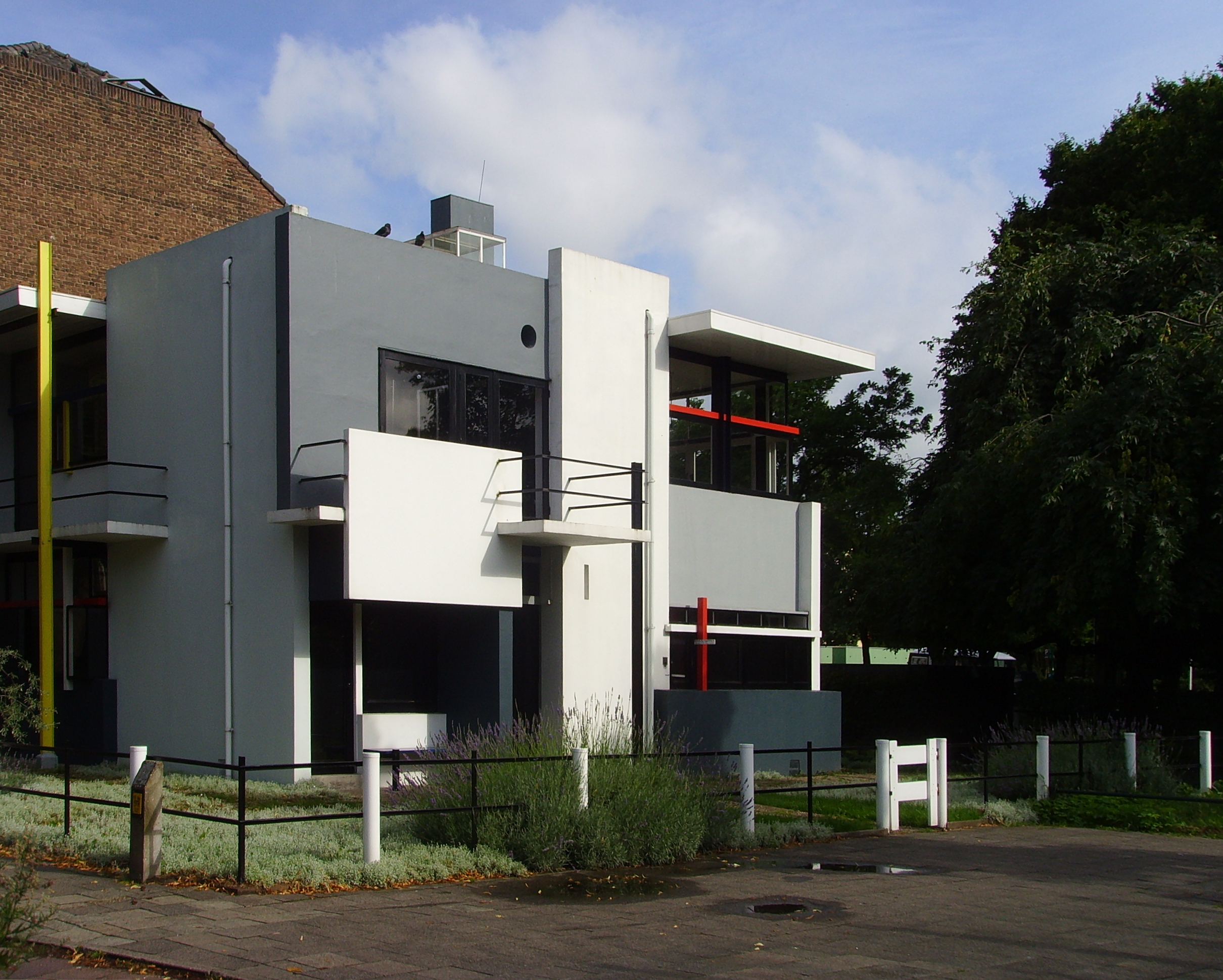
ヘリット・リートフェルトによるシュレーダー邸

デ・ステイル (De Stijl) は、1917年にテオ・ファン・ドースブルフ（英: Theo van Doesburg, 1883年 - 1931年）がオランダのライデンで創刊した雑誌、及びそれに基づくグループの名称。「デ・ステイル」とはオランダ語で様式（英語: The Style）を意味する。

## 概要
その理念は、グループの重要なメンバーでもある画家のピエト・モンドリアンが主張した新造形主義（ネオ・プラスティシズム、英: Neoplasticism、蘭: Nieuwe beelding）であった。しかし、リーダーであるドースブルフの考えは、絵画よりも建築を重視し、1924年には、垂直と水平だけでなく、対角線を導入した要素主義（エレメンタリズム）を主張した。そのため、両者の対立は決定的となり、モンドリアンは、1925年にグループを脱退した。
その後、雑誌『デ・ステイル』は1928年まで刊行され、グループ自体はドースブルフの死（1931年）まで続いたが、期間は短く大きな潮流になることはなかった。しかし、その洗練されたスタイルはオランダを代表するキャラクター「ミッフィー」（1955年）を生みだすディック・ブルーナや、イヴ・サン＝ローランの「モンドリアン・ルック」（1955年）などに影響を与えた。
このグループは、建築や抽象絵画の重視、バウハウスへの大きな影響、ダダと構成主義の橋渡しなど、国境や美術の分野を越えた活動を行ったと評価できる。

### メンバー
テオ・ファン・ドースブルフ、ピエト・モンドリアン以外のグループのメンバーとしては、
- ヘリット・リートフェルト（Gerrit Rietveld; 1888年 - 1964年）
- J.J.P.アウト（J. J. P. Out; 1890年 - 1963年）
- ジョルジュ・ファントンゲルロー（Georges Vantongerloo; 1886年 - 1965年）
- フィルモス・フサール（Vilmos Huszár; 1884年 - 1960年）
- バート・ファン・デル・レック（オランダ語版、英語版）（Bart van der Leck; 1876年 - 1958年）
- コーネリス・ファン・エーステレン（Cornelis van Eesteren; 1897年 - 1981年）
- ヤン・ヴィルス（Jan Wils; 1891年 - 1972年）
- ロバート・ファント・ホッフ（オランダ語版、英語版）（Robert van't Hoff; 1887年 - 1979年）

などがいる。